# Termoanemometro

## Descrizione
Apparecchio atto a misurare contemporaneamente la velocità dell'aria e la sua temperatura.

## Funzionamento
Normalmente tale apparecchio è costituito da una elica e da una sonda di temperatura posta nelle sue vicinanze, il flusso di aria mette in rotazione l'elica e contemporaneamente ne viene misurata la temperatura per mezzo di un sensore termico (termoresistenza o termocoppia).
Spesso, vista la necessità di avere sonde più piccole possibili, l'elica viene sostituita da un elemento (filo caldo), il quale, causa il flusso di aria, subisce un raffreddamento proporzionale al all'entità della velocità del flusso di aria stesso.

## Utilizzo
Viene utilizzato per la verifica/certificazione degli impianti di riscaldamento ad aria Fan Coil e degli apparecchi  condizionatori.

## Caratteristiche di utilizzo
Normalmente i termoanemometri sono utilizzati per misure in aree limitate (ad esempio nelle bocchette di uscita di un condizionatore) e quindi è richiesto, da parte loro, di interferire nel modo minore possibile sulle caratteristiche del flusso. Per questo i modelli più precisi sono fatti con misuratori posti al termine di una asta, al fine di evitare l'interferenza della mano dell'operatore sul flusso di aria, e con sensori di flusso dalle dimensioni più piccole possibili.